# Леонов Микола Миколайович
Микола Миколайович Леонов (рос. Николай Николаевич Леонов; нар. 1 листопада 1955, Свердловськ, РРФСР) — радянський російський футболіст, воротар, згодом — російський футбольний функціонер.

## Кар'єра гравця
Микола Леонов народився 1 листопада 1955 року в місті Свердловськ. Вихованець ДЮСШ місцевого «Уралмашу». Футбольну кар'єру розпочав у клубах другої ліги чемпіонату СРСР. З 1972 по 1973 роки захищав кольори «Уральця» (Нижній Тагіл), а з 1973 по 1979 роки виступав у команді з рідного міста, «Уралмаші». За підсумками сезону 1973 року «Уралмаш» здобув путівку до Першої союзної ліги.
У 1980 році перейшов до вищолігового московського «Локомотиву». Дебютував у складі москвичів 1 березня 1980 року в програному (0:1) виїзному поєдинку 3-ї групи кубку СРСР проти львівських «Карпат». Микола вийшов у стартовому складі та відіграв увесь матч. У Вищій лізі дебютував 10 травня 1980 року в програному (0:1) домашнього поєдинку 7-го туру проти ташкентського «Пахтакору». Леонов вийшов у стартовому складі та відіграв увесь матч. За підсумками сезону залізничники вилетіли до Першої союзної ліги, водночас Микола Леонов у вищій лізі зіграв 24 матчі, в яких пропустив 30 м'ячів. Наступного сезону розпочав виступи вже в першій лізі. Єдиний матч у футболці Локо зіграв 11 квітня 1981 року, в рамках 3-го туру, проти львівських «Карпат». Микола вийшов у стартовому складі та відіграв увесь матч. 
У 1981 році перейшов до харківського «Металіста» (Х). Дебютував за харківський клуб 11 вересня 1981 року в переможному (2:0) домашньому поєдинку 33-го туру першої ліги чемпіонату України проти запорізького «Металурга». Леонов вийшов у стартовому складі та відіграв увесь матч. Проте закріпитися в харківському клубі Микола не зміг, й, зігравши усього 4 поєдинки, залишив розташування команди. У сезоні 1982 року захищав кольори друголігового тамбовського «Спартака» (16 матчів та 19 пропущених м'ячів). Наступного сезону перейшов до могилівського «Дніпра». З 1984 по 1986 роки захищав кольори узбецьких клубів «Текстильник» (Андижан) та «Шахриханця».
У 1987 році повернувся до «Уралмашу», в складі якого зіграв 17 матчів. Завершував кар'єру гравця Леонов в Україні, виступаючи в друголігових запорізькому «Торпедо» (39 матчів) та вінницькій «Ниві». У 1990 році завершив кар'єру футболіста.

## Кар'єра тренера
У 1991 році обіймав посаду начальника команди в хмельницькому «Поділлі». У 1995 році працював селекціонером в «Уралмаші». У 2005 році допомагав тренувати казахський клуб «Женис» (Астана). З 2010 року — начальник клубу «Гірник» (Учали).